# Siegfried Lenz
Siegfried Lenz (ur. 17 marca 1926 w Ełku, zm. 7 października 2014 w Hamburgu) – niemiecki pisarz, eseista, laureat Nagrody Goethego. Część swojej twórczości poświęcił Mazurom.

## Życiorys
Był synem urzędnika celnego i dorastał na Mazurach. Od 1939 był członkiem Hitlerjugend, w kwietniu 1944 został członkiem NSDAP. Wcielony do Wehrmachtu (służył w Kriegsmarine), zdezerterował w ostatnich miesiącach wojny. Nie uchroniło go to przed krótkotrwałym pobytem w brytyjskim obozie jenieckim. Po zwolnieniu z brytyjskiej niewoli studiował literaturę, filozofię i anglistykę w Hamburgu. W latach 1950–1951 był redaktorem działu kulturalnego tygodnika Die Welt. Od 1951 zajął się głównie twórczością literacką, współpracując z licznymi wydawnictwami prasowymi, radiem oraz wykładał gościnnie na uniwersytecie.
Jako zwolennik polityki wschodniej Willy’ego Brandta uczestniczył 1965 i 1969 w kampaniach wyborczych zachodnioniemieckich socjaldemokratów. Wraz z Gunterem Grassem był obecny przy podpisywaniu polsko-niemieckiego traktatu pokojowego w Warszawie w roku 1970.
Jest laureatem wielu nagród, odznaczeń i wyróżnień, m.in.:
- Thomas Mann-Preis(inne języki)
- Friedenpreis des Deutschen Buchhandels
- Goethe-Preis der Stadt Frankfurt/M.
- Literaturpreis der Stadt Bremen(inne języki)

## Twórczość
Opowiadania tomu Słodkie Sulejki (wersja niem. 1955) to „mazurskie gawędy, pisane z humorem i nostalgią… bez nacjonalistycznej awersji, ale też bez ambicji ukazania historycznej perspektywy. Były wspomnieniem świata, który zaginął raz na zawsze; był egzotyczny, niemal baśniowy, zamieszkany przez ludzi, w których – mimo niemieckiego języka czuło się szeroką duszę Europy Wschodniej” (A. Krzemiński).
Największym międzynarodowym sukcesem pisarza okazała się, później zekranizowana, powieść Lekcja niemieckiego, która została przetłumaczona na 19 języków. Dotyczy moralnych konfliktów w nazistowskich Niemczech. Powieść, której akcja umiejscowiona jest w hitlerowskich Niemczech, jest oskarżeniem niemieckiego ślepego, sytuującego się poza dobrem i złem, posłuszeństwa. Przykładem jest zapiekła konsekwencja, z jaką wiejski policjant na rozkaz nazistów prześladuje „dekadenckiego” malarza.
Akcja Muzeum ziemi ojczystej (Heimatmuseum) umiejscowiona jest na Mazurach. Mówiąc o prawie Niemców do utraconej ojczyzny autor wdaje się w spór z szowinistyczną „ideologią pogranicza” i ziomkowskim rewanżyzmem. Człowiek, który uratował zbiory muzeum z rodzinnego Łukowca (Ełku) i zamieszkał w Niemczech Zachodnich, dochodzi do wniosku, że tylko niszcząc (paląc) eksponaty muzeum, zdoła je uchronić przed nacjonalistycznymi manipulacjami.
Siegfried Lenz jako autor powieści i opowiadań zaliczany jest do elitarnego grona „klasyków” prozy RFN-owskiej, obok Bölla i Grassa.
Honorowy obywatel Ełku (2011).

### Powieści
- Es waren Habichte in der Luft(inne języki) (1951)
- Duell mit dem Schatten (1953)
- Za burtą (Der Mann im Strom 1957, wyd. polskie 1966)
- Brot und Spiele (1959)
- Całe miasto mówi (Stadtgespräch, 1963)
- Lekcja niemieckiego (Deutschstunde 1968, wyd. polskie 1971)
- Wzór do naśladowania (Das Vorbild, 1973)
- Muzeum ziemi ojczystej (Heimatmuseum 1978, wyd. polskie 1991)
- Der Verlust(inne języki) (1981)
- Exerzierplatz (1985)
- Die Klangprobe (1990)
- Die Auflehnung (1994)
- Arnes Nachlass(inne języki) (1999)
- Biuro rzeczy znalezionych (Fundbüro, 2003)
- Der Überläufer (posthum 2016)[8]

### Opowiadania
- Słodkie Sulejki (So zärtlich war Suleyken(inne języki) 1955, wyd. polskie 1988)
- Łowca drwin (Jäger des Spotts, 1958)
- Statek latarnia (Das Feuerschiff, 1960)
- Stimmen der See (1962)
- Najszczęśliwsza rodzina miesiąca i inne opowiadania (Gesammelte Erzählungen 1971, wyd. polskie 1974)
- Duch mirabelki (Der Geist der Mirabelle, 1975)
- Einstein przepływa Łabę pod Hamburgiem (Einstein überquert die Elbe bei Hamburg 1975, wyd. polskie 1977)
- Zapiski spekulanta (Lehmanns Erzählungen(inne języki))

### Dramaty
- Nikt nie jest winien (Zeit der Schuldlosen(inne języki), 1961)
- Twarz (Das Gesicht, 1964)

## Międzynarodowy Konkurs Literacki imienia Siegfrieda Lenza
Od 2017 pod patronatem Siegfried Lenz Stiftung oraz Prezydenta Miasta Ełku Miejska Biblioteka Publiczna im. Zofii Nasierowskiej w Ełku organizuje międzynarodowy konkurs prozatorski, upamiętniający twórczość pisarza. Temat przewodni konkursu to „Oblicza Europy”.

### I edycja (2017)
Jury: Marta Fox, dr hab. ks. Jerzy Sikora, prof. dr hab. Jarosław Ławski i Iwona Adeszko (dyrektor Miejskiej Biblioteki Publicznej w Ełku)
- I nagroda: Krzysztof Rejmer
- II nagroda: Anna Piliszewska
- III nagroda: Alfred Siatecki
- Wyróżnienia: Agata Marzec, Marek Otwinowski, Dagmara Tomczyk, Katarzyna Nowak, Małgorzata Dorota Pieńkowska, Anita Stawik, Janusz Koryl

### II edycja (2018)
Jury: Marta Fox, dr hab. ks. Jerzy Sikora, Michał Olszewski i Iwona Adeszko
- I nagroda: Jędrzej Napiecek
- II nagroda: Krzysztof Eszet Szkurłatowski
- III nagroda: Małgorzata Dorota Pieńkowska
- Wyróżnienia: Miłka Malzahn, Edyta Karolina Bardócz, Lesław Sadowski[11]

### III edycja (2019)
Jury: Marta Fox, dr hab. ks. Jerzy Sikora, Michał Olszewski i Iwona Adeszko
- I nagroda: Patrycja Pelica
- II nagroda: Łukasz Barys
- III nagroda: Agnieszka Szygendowska
- Wyróżnienia: Aleksandra Błaszczyk, Dorota Kotas, Dariusz Pylański, Waldemar Pieńkowski